# Sumbiarhólmur
Sumbiarhólmur er en holm på Færøerne, beliggende lige ud for bygden Sumba på Suðuroy.
Holmen er med sine 7 hektar Færøernes sjette største holm.